# Гредіштя (Джурджу)
Гредіштя (рум. Grădiștea) — село у повіті Джурджу в Румунії. Входить до складу комуни Комана.
Село розташоване на відстані 25 км на південь від Бухареста, 37 км на північний схід від Джурджу.

## Населення
За даними перепису населення 2002 року у селі проживали 1647 осіб.
Національний склад населення села:
| Національність | Кількість осіб | Відсоток |
| -------------- | -------------- | -------- |
| румуни         | 1618           | 98,2%    |
| цигани         | 22             | 1,3%     |
| турки          | 6              | 0,4%     |

Рідною мовою назвали:
| Мова      | Кількість осіб | Відсоток |
| --------- | -------------- | -------- |
| румунська | 1640           | 99,6%    |
| турецька  | 6              | 0,4%     |